# Subsidencia (meteorología)

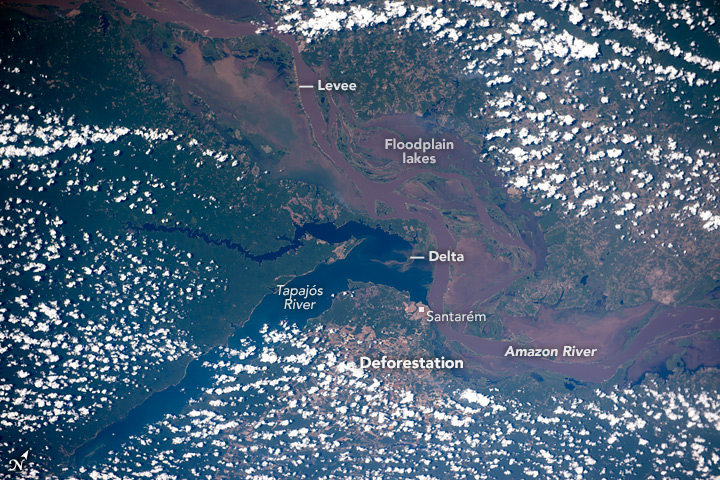
El río Tapajós, de aguas oscuras, en su confluencia con el Amazonas, al norte, de aguas más claras, al tener más sedimentos arcillosos. Puede observarse que todos los cauces y las áreas con el suelo mojado, carecen de nubes por existir subsidencia debido a la menor temperatura de las aguas fluviales que del aire circundante. También influye la dirección de los vientos en contacto con la superficie terrestre, por lo que el fenómeno de la subsidencia se amplía a la zona de sotavento de los vientos. En esta imagen se puede notar que los vientos vienen del este a oeste (de derecha a izquierda en la imagen) por lo que las riberas fluviales del oeste (a la izquierda) se ven también libres de nubes.

En meteorología, subsidencia es el descenso del aire hacia niveles atmosféricos inferiores que se produce como respuesta a mecanismos que lo fuerzan a ir hacia abajo por la mayor densidad del aire frío. Es el proceso inverso a la convección, es decir, al ascenso o elevación del aire en contacto con la superficie terrestre al calentarse y, por consiguiente, al disminuir su presión atmosférica.

## Origen
Se puede definir como el descenso del aire hacia el suelo en la troposfera. En la atmósfera terrestre, la subsidencia está causada normalmente por las bajas temperaturas: cuando el aire se enfría pasa a ser más denso (tiene mayor presión) y se desplaza hacia el suelo por un proceso de subsidencia, lo que determina que el aire menos denso que se encuentra en la superficie se desplace hacia arriba siguiendo un fenómeno inverso al de subsidencia que se denomina convección.
Se puede tratar de un lento hundimiento de una masa de aire sobre una región extensa anticiclónica o un descenso rápido de un sector superior del aire seco y muy frío alrededor de una nube de gran desarrollo vertical (por lo general, se trata de un cumulonimbo). La subsidencia forma un área anticiclónica de buen tiempo (sin nubosidad por la ausencia de vapor de agua) y da origen a una divergencia horizontal del aire en las capas inferiores. El aire en subsidencia se contrae y se seca y genera una fuerte inestabilidad atmosférica alrededor de dicha área de subsidencia, al aumentar el desplazamiento convectivo de la masa de aire en la superficie que es más caliente y húmeda. En los chubascos se observa siempre este fenómeno, ya que los fuertes chaparrones siempre van precedidos por un viento muy fuerte de aire sumamente frío y seco, que va acompañado inmediatamente por el ascenso de un aire más cálido y también seco que es aprovechado por las aves de mayor tamaño para ascender y poder dirigirse, planeando, sin mover las alas hasta distancias considerables. Dicho ascenso convectivo del aire, que se encuentra en el frente de la nube que forma la tormenta se denomina corriente termal, o simplemente termal. Y estas corrientes termales no sólo son utilizadas por las aves, sino también por los vuelos sin motor.
La subsidencia generalmente causa alta presión atmosférica a medida que más aire se desplaza en el mismo espacio: las zonas de altas presiones polares están casi en subsidencia constante, como en las latitudes subtropicales llamadas "del caballo" (en inglés: horse latitudes), y estas áreas de subsidencia son la fuente de gran parte del vientos dominantes del mundo. La subsidencia también causa muchos fenómenos meteorológicos a pequeña escala, como la niebla de la mañana. Una forma extrema de subsidencia es la ráfaga descendente (downburst), que puede producir un daño similar al de un tornado. Una forma más suave de subsidencia se llama ráfaga vertical (downdraft).

## Tipos de subsidencia
La subsidencia se genera de varias maneras y en términos generales podemos catalogarla en dos grandes grupos: subsidencia dinámica y subsidencia térmica. La primera representa el descenso de aire forzado dinámicamente y constituye un fenómeno inverso al de la convección a la cual acompaña muchas veces como compensación al aire que sube en la formación de un cumulonimbo. Este fenómeno, aunque generalmente es de escasa energía (es muy frecuente ver remolinos en sentido horario levantando y depositando sucesivamente en fracciones de segundo las hojas del suelo), puede llegar a ser muy violento, formando lo que se conoce como un gustnado que no es sino un fenómeno anticiclónico concentrado en un área relativamente pequeña cuando ese bucle de aire frío girando en una espiral descendente en sentido horario puede causar grandes destrozos levantando una gran cantidad de polvo, ramas de árboles y otros objetos, lo que da lugar a anticiclogénesis, es decir, al origen de un área anticiclónica, lo cual se comprueba observando su giro de izquierda a derecha, al contrario de lo que sucede en la formación de una tormenta ciclónica. La diferencia entre los dos tipos de subsidencia se encuentra, además de la energía disipada (menor en el caso de la subsidencia dinámica), a la formación de una espiral de convección en sentido antihorario formada por aire más caliente y húmedo cuando se combina con la espiral descendente. En otras palabras: en la subsidencia dinámica no existe la respuesta compensatoria de la convección localizada en el mismo lugar. Afortunadamente, existen ahora recursos técnicos que pueden explicar muy bien todos estos procesos, en especial, las secuencias de fotografías que muestran la génesis, evolución y extinción tanto de los tornados como de remolinos, diablos de polvo y gustnados.

## Subsidencia térmica
La subsidencia a gran escala en los anticiclones seca y estabiliza la masa de aire. Evita la formación de nubes y ocasiona en consecuencia un cielo claro. De noche, la subsidencia aumenta el efecto del enfriamiento por radiación dando una inversión térmica y puede dar lugar a un aumento de la contaminación. El fenómeno de la calina o calima suele ocurrir por la subsidencia atmosférica de aire frío y seco en las zonas subtropicales y se forman tormentas de polvo y diablos de polvo. Precisamente, este tipo de subsidencia ocurre en las regiones subtropicales de clima seco o desértico, y tiene motivos térmicos (descenso de aire frío con cielos libres de nubes, es decir, en zonas anticiclónicas), a veces exacerbados por el descenso catabático en las laderas o vertientes de cordilleras en regiones desérticas como sucede en el Sahara occidental.
La subsidencia puede ser local como cuando hay una tormenta y, por ejemplo, formar un frente de ráfagas.
A escala intermedia hay subsidencia en el efecto foehn y en el viento catabático.

## Efecto de la subsidencia en el vuelo con o sin motor
La subsidencia tiene un efecto negativo, en general, en el vuelo libre y el vuelo a vela. En regla general, la velocidad de caída de la aeronave es igual a la velocidad de caída en el aire estable más la velocidad de caída de la masa de aire. También en la aviación civil o militar, cuando se pasa sobre una cordillera a escasa altura sobre un abra, la sustentación del avión se ve favorecida en el área de barlovento por el ascenso orográfico (provocado por el relieve) del aire, pero disminuye bruscamente en el área de sotavento produciéndose lo que en aviación se denomina entrada en pérdida. Muchos de los accidentes aéreos en cordilleras o zonas montañosas se deben a este fenómeno.
En vuelo de parapente los efectos de la subsidencia pueden ser muy negativos y hasta mortales.